# Lichomolgus spondyli
Lichomolgus spondyli is een eenoogkreeftjessoort uit de familie van de Lichomolgidae. De wetenschappelijke naam van de soort is voor het eerst geldig gepubliceerd in 1936 door Yamaguti.